# GW190814
GW190814 è un segnale di onde gravitazionali individuato nell'agosto 2019 dagli interferometri VIRGO e LIGO.

## Scoperta
È stato generato ad una distanza di circa 790 milioni di anni luce dalla fusione tra un buco nero di 23 masse solari e un oggetto di 2,6 masse solari, che non è ancora stato classificato con certezza. Quest'ultimo, infatti, rientra nei cosiddetti "oggetti di massa intermedia" perché troppo massiccio per essere una stella di neutroni e troppo leggero per essere un buco nero, considerando che la stella di neutroni più pesante mai trovata non supera le 2,5 masse solari, mentre il buco nero meno massiccio conta 5 masse solari. Questa scoperta può dimostrare che tali oggetti intermedi siano più diffusi di quanto ci si aspettasse, ma sfortunatamente non è stato possibile ricollegare l'evento ad alcuna emissione osservabile, lasciando la questione in sospeso almeno fino a future rilevazioni.